# Rádio Festival
Rádio Festival foi uma estação de rádio sediada em Portugal, autodenominando-se a "Rádio do grande Porto" e emitindo a partir da cidade do Porto.
Em março de 2024, a Entidade Reguladora da Comunicação Social autorizou a Medialivre a adquirir a rádio.
No dia 11 de Novembro de 2024 foi substituída pela CMR